# Rocket Girls 101
Rocket Girls 101 (chinês: 火箭少女101) foi um girl group chinês temporário formado pela emissora chinesa Tencent  durante o reality show Produce 101 China na Tencent Video. O grupo consistia de onze integrantes de diferentes empresas: Meng Meiqi, Wu Xuanyi, Yang Chaoyue, Duan Aojuan, Yamy, Lai Meiyun, Zhang Zining, Sunnee, Li Ziting, Fu Jing e Xu Mengjie. Elas fizeram sua estreia no dia 23 de junho de 2018, com o single "Rocket Girls".
Elas deram disband em 23 de junho de 2020, exatamente dois anos depois de sua formação.

## História

### Pré-estreia: Produce 101
As integrantes participaram como trainees do programa Produce 101 antes de estrearem como membros do Rocket Girls 101 em 23 de junho. O grupo inclui duas integrantes do Cosmic Girls, Meng Meiqi e Wu Xuanyi, ambas da Yuehua Entertainment. Elas ficaram em 1º e 2º, respectivamente. Yang Chaoyue (Wenlan Culture) e Duan Aojuan (Long Wu Tian Culture) ficaram em 3º e 4º, respectivamente. A ex-concorrente do Rap da China, Yamy (JC Universe Entertainment), ficou em 5º lugar. Lai Meiyun (Qigu Culture), Zhang Zining (Mavericks Entertainment), Sunnee (KL Entertainment), Li Ziting (Huaying Yixing), Fu Jing (Banana Entertainment) e Xu Mengjie (Zimei Tao Culture) ficaram em 6º, 7º, 8º, 9º, 10 e 11, nesta ordem.

### 2018-2020: Estréia, controvérsia contratual,Collide, The Winde fim do grupo
Em 23 de junho de 2018, elas lançaram a música "Rocket Girls". Elas fizeram sua primeira aparição oficial na TV no "Happy China Graduation Music Concert 2018", que foi ao ar na Hunan Television no dia seguinte à sua estreia. Em 9 de agosto, dois dias antes do lançamento oficial do grupo e da conferência de imprensa, a Yuehua Entertainment e a Mavericks Entertainment divulgaram um comunicado conjunto afirmando que estariam retirando os membros Meiqi, Xuanyi e Zining do grupo. O anúncio também afirmou que a Yuehua decidiu retirar Meiqi e Xuanyi devido à incapacidade de chegar a um acordo com a empresa que gerenciava o Rocket Girls 101 sobre sua promoção simultânea com o Rocket Girls 101 e o Cosmic Girls, e que Mavericks retirou Zining devido a problemas de saúde.
No entanto, em 17 de agosto, Yuehua e Mavericks anunciaram que as integrantes retornariam ao grupo após chegarem a um acordo com a Tencent, e declararam que a promoção do Rocket Girls 101 teria prioridade sobre os grupos originais de todos as membros, a menos que acordos fossem alcançados.
Em 18 de agosto, o grupo lançou seu primeiro EP, Collide (撞). Em 15 de setembro, o grupo realizou o show de intervalo no Super Penguin Ultimate Game.
Em 23 de junho de 2019, elas lançaram seu primeiro álbum de estúdio, The Wind (立风), Shingu Ryohei é o diretor do video clipe. O grupo então foi anunciado para se apresentar no intervalo da NBA no final do mesmo ano.
No início de 2020, elas lançaram um novo single intitulado "Be Happy" (要嗨森) para comemorar o ano novo chinês.
Em 23 de junho de 2020, os contratos expiraram e o grupo se desfez. Elas lançaram uma música de despedida no mesmo dia intitulada ''5452830''. No dia 24, elas lançaram um MV para a música Hard Candy (硬糖).

## Integrantes
| Rocket Girls 101 | Rocket Girls 101    | Rocket Girls 101   | Rocket Girls 101                 | Rocket Girls 101    | Rocket Girls 101                                        |
| Nome Artístico   | Nome de Nascimento  | Mandarim/Tailandês | Data de Nascimento               | Local de Nascimento | Posição no Grupo                                        |
| ---------------- | ------------------- | ------------------ | -------------------------------- | ------------------- | ------------------------------------------------------- |
| Meiqi            | Meng Meiqi          | 孟美岐             | 15 de outubro de 1998 (26 anos)  | Luoyang             | Dançarina Principal, Vocalista Líder, Rapper, Center    |
| Xuanyi           | Wu Xuanyi           | 吴宣仪             | 25 de janeiro de 1995 (30 anos)  | Hainan              | Dançarina Líder, Vocalista, Visual                      |
| Chaoyue          | Yang Chaoyue        | 杨超越             | 31 de julho de 1998 (26 anos)    | Xangai              | Vocalista, Rapper, Visual                               |
| Aojuan           | Duan Aojuan         | 段奥娟             | 28 de dezembro de 2001 (23 anos) | Chengdu, Sichuan    | Vocalista Principal                                     |
| Yamy             | Guo Ying            | 郭颖               | 7 de outubro de 1991 (33 anos)   | Guangdong           | Líder, Rapper Principal, Dançarina Principal, Vocalista |
| Sunny            | Lai Meiyun          | 赖美云             | 7 de julho de 1998 (26 anos)     | Guangzhou           | Vocalista Líder                                         |
| Zining           | Zhang Zining        | 张紫宁             | 9 de março de 1996 (29 anos)     | Pequim              | Vocalista Principal                                     |
| Sunnee           | Yang Yunqing        | 杨芸晴             | 28 de setembro de 1996 (28 anos) | Tailândia           | Rapper Líder, Vocalista Líder                           |
| Mimi / Li Ziting | Phromwily Lisiriroj | พร้อมวิไล หลี่ศิริโรจน์   | 20 de janeiro de 2000 (25 anos)  | Banguecoque         | Vocalista Principal                                     |
| Jinna            | Fu Jing             | 傅菁               | 29 de junho de 1995 (29 anos)    | Xangai              | Vocalista Líder, Dançarina Líder, Visual                |
| Rainbow          | Xu Mengjie          | 徐梦洁             | 19 de julho de 1994 (30 anos)    | Changning, Xangai   | Dançarina Líder, Vocalista, Rapper                      |

## Discografia

### Álbuns de estúdio
| Título          | Detalhes |
| --------------- | --- |
| The Wind (立风) | - Lançamento: 23 de junho de 2019 - Gravadora: WAJIJIWA Entertainment, Tencent - Formato: Download digital, streaming |

### Extended plays
| Título       | Detalhes |
| ------------ | --- |
| Collide (撞) | - Lançamento: 18 de agosto de 2018 - Gravadoras: WAJIJIWA Entertainment, Tencent - Formato: CD, download digital, streaming |

### Singles
| Título                                                                              | Ano  | Melhor posição nas paradas musicais | Álbum            |
| Título                                                                              | Ano  | CHN                                 | Álbum            |
| ----------------------------------------------------------------------------------- | ---- | ----------------------------------- | ---------------- |
| "Rocket Girls"                                                                      | 2018 | —                                   | Single sem álbum |
| "Collide" (撞)                                                                      | 2018 | 6                                   | Collide (撞)     |
| "Light"                                                                             | 2018 | 7                                   | Collide (撞)     |
| "Sailor Moon" (月亮警察)                                                            | 2018 | —                                   | Collide (撞)     |
| "Born to Win" (生而为赢)                                                            | 2018 | —                                   | Collide (撞)     |
| "Wind" (风)                                                                         | 2019 | 4                                   | The Wind (立风)  |
| "Hard Candy"                                                                        | 2020 | ASA                                 | Single sem álbum |
| "—" significa que o lançamento não entrou nas paradas ou não foi lançada na região. |      |                                     |                  |

### Singles promocionais
| Título                                                                              | Ano  | Melhor posição nas paradas musicais | Álbum            |
| Título                                                                              | Ano  | CHN                                 | Álbum            |
| ----------------------------------------------------------------------------------- | ---- | ----------------------------------- | ---------------- |
| "101 Wishes" (101个愿望)                                                            | 2018 | —                                   | Single sem álbum |
| "Rocket Boom" (榮譽星球)                                                            | 2019 | 41                                  | Single sem álbum |
| "—" significa que o lançamento não entrou nas paradas ou não foi lançada na região. |      |                                     |                  |

### Aparições em trilhas sonoras
| Título                                                                              | Ano  | Melhor posição nas paradas musicais | Álbum                                            |
| Título                                                                              | Ano  | CHN                                 | Álbum                                            |
| ----------------------------------------------------------------------------------- | ---- | ----------------------------------- | ------------------------------------------------ |
| "Calorie" (卡路里)                                                                  | 2018 | 4                                   | Hello Mr. Billionaire OST                        |
| "Venom is Coming" (毒液前來)                                                        | 2018 | —                                   | Venom promo single                               |
| "Rampage to the Next Stop" (横冲直撞下一站)                                         | 2019 | —                                   | Rampage 20 Opening Theme Song                    |
| "Blessing Arch" (福气拱拱来)                                                        | 2019 | 35                                  | Boonie Bears: Blast into the Past OST            |
| "Galaxy Disco" (银河系Disco)                                                        | 2019 | —                                   | Crazy Alien OST                                  |
| "On Fire"                                                                           | 2020 | —                                   | PlayerUnknown's Battlegrounds Promotional Single |
| "—" significa que o lançamento não entrou nas paradas ou não foi lançada na região. |      |                                     |                                                  |

## Filmografia

### Reality Shows
| Ano  | Título                              | Emissora      | Notas         |
| ---- | ----------------------------------- | ------------- | ------------- |
| 2018 | Produce 101 China                   | Tencent Video | Participantes |
| 2018 | Rocket Girls 101 Research Institute | Tencent Video | —             |
| 2018 | Super Nova Games (超新星全运会)     | Tencent Video | Participantes |
| 2019 | Rampage 20 (横冲直撞20岁)           | Tencent Video | —             |

## Prêmios e indicações
| Ano  | Trabalho indicado | Premiação                        | Categoria                            | Resultado | Ref.   |
| ---- | ----------------- | -------------------------------- | ------------------------------------ | --------- | ------ |
| 2018 | Rocket Girls 101  | Fresh Asia Music 2018            | Most Popular Newcomer                | Venceu    | [ 14 ] |
| 2018 | Rocket Girls 101  | 2018 Global Chinese Music Awards | Most Popular Group                   | Venceu    | [ 15 ] |
| 2018 | Rocket Girls 101  | Tencent Starlight Awards 2018    | Best Group Of The Year               | Venceu    | [ 16 ] |
| 2018 | "Light"           | Tencent Starlight Awards 2018    | Most Popular Music Video Of the Year | Venceu    | [ 16 ] |